# Saint Thomas University (Miami Gardens)
La Saint Thomas University è un'università privata di indirizzo cattolico con sede a Miami Gardens, nello stato americano della Florida.
Nel 1961 Fidel Castro confiscò i locali dell'Universidad Católica de Santo Tomás de Villanueva dell'Avana ed espulse i frati agostiniani che la gestivano. I religiosi si rifugiarono in Florida e vi aprirono il Biscayne College, che nel 1984 prese il nome di Saint Thomas University, in onore di san Tommaso di Villanova.